# شیرآباد (شیروان)
شیرآباد روستایی در دهستان زوارم بخش مرکزی شهرستان شیروان استان خراسان شمالی ایران است.

## جمعیت
بر پایه سرشماری عمومی نفوس و مسکن در سال ۱۳۹۵ جمعیت این مکان ۶۶ نفر (۲۰خانوار) بوده‌است.